# Parauta
Parauta ist eine Gemeinde (municipio) mit 281 Einwohnern (Stand: 2024) in der Provinz Málaga in der Autonomen Region Andalusien im Süden Spaniens.

## Geographie
Die Quellen des Flusses Guadalevín befinden sich im Gemeindegebiet. Parauta gehört zur Comarca Serranía de Ronda. Der Ort grenzt an Benahavís, Cartajima, Igualeja, Istán, Ronda und Tolox.

## Geschichte
Der Ort geht auf die maurische Periode von Al-Andalus zurück. Er wurde 1807 von Karl IV. zur Stadt ernannt.

## Bevölkerungsentwicklung
| 1842  | 1900  | 1950  | 1980 | 1990 | 2000 | 2010 | 2020 |
| ----- | ----- | ----- | ---- | ---- | ---- | ---- | ---- |
| 1.292 | 1.287 | 1.035 | 379  | 303  | 217  | 248  | 247  |